# Лунная красавица (фильм)
«Лунная красавица» (1916) — художественный немой фильм режиссёра Евгения Бауэра. Премьера состоялась 1 сентября 1916 года. Фильм не сохранился.

## Сюжет
Жанр фильма – полумистическая салонная драма. Сценарий опубликован в журнале «Пегас» (№ 6–7 за 1916 год).
Клавдия узнаёт от подруги, что её муж изменял ей. Клавдия разводится с Валерием.
Аня Строева с её возлюбленным Модестом катаются на автомобиле. Сценарист А. Бар, зная о пристрастии мужа актрисы Веры Холодной к автоспорту, ввёл тему автомобильных катастроф, преследующих главную героиню Аню и её близких. Появляется аэроплан и перед автомобилем раздаётся взрыв. Модест убит осколком снаряда. Аня тяжело переживает драму потери возлюбленного. Она седеет от горя и становится безучастной ко всему. Аню отправляют в имение к тётке.
Отец Ани знакомится с Клавдией в комитете помощи жертвам войны. Клавдия становится мачехой Ани. 
В имении тётки Аня знакомится с Валерием. Они договариваются о помолвке и приезжают в дом к Строеву. Клавдия и Валерий при встрече побледнели. Когда Аня гуляет по освещённой луной дорожке парка, она слышит разговор Клавдии и Валерия и узнаёт, что Клавдия и Валерий были супругами. Аня требует, чтобы Валерий уехал. Клавдия совершает самоубийство.
Аня в светлом платке, с белой головой, освещённая лунным светом, бродит по парку. Осунувшийся и поседевший отец окликает её. Но дочь не слышит и не понимает его. Она абсолютно безучастна ко всему.

## В ролях
| Актёр              | Роль                              |
| ------------------ | --------------------------------- |
| Войцех Брыдзинский | Антон Сергеевич                   |
| Вера Холодная      | Аня, его дочь                     |
| Пётр Баратов       | Валерий Николаевич Туранов        |
| Г. Шмольц          | Клавдия Петровна, его бывшая жена |
| Янина Мирато       | сестра Антона Сергеевича          |

## Критика
Рецензент журнала «Проектор» («Проэктор») написал, что «несмотря на то, что пьеса неплохо разыграна, тщательно поставлена, хорошо снята (отметим красивые двуцветные виражи), она не захватывает зрителя, который ясно чувствует „надуманность“ во всех драматических положениях картины». В «Кино-газете» образ «Лунной красавицы», созданный актрисой Верой Холодной, был оценён как «удивительный и самоценный».
Историк дореволюционного кино Вениамин Вишневский назвал картину «упадочнической драмой с надуманным сюжетом», но отмечал, что она «интересна актёрской игрой». 
Историк кинематографа C. Гинзбург считал, что это один из самых слабых фильмов Евгения Бауэра, который снят «только для того, чтобы Вера Холодная могла предстать перед зрителями в седом парике, который ей был к лицу».